# Archaeodictyna anguiniceps
Archaeodictyna anguiniceps là một loài nhện trong họ Dictynidae.
Loài này thuộc chi Archaeodictyna. Archaeodictyna anguiniceps được Eugène Simon miêu tả năm 1899.